# Осада Халкидона
Осада Халкидона — осада афинянами под командованием Алкивиада греческого города Халкидона, перешедшего на сторону Спарты, в ходе Пелопоннесской войны.
В 409 году до н. э. афинский стратег Алкивиад выступил против Халкидона и Византия, бывших афинских союзников, которые перешли на сторону Спарты. Узнав о приближении афинян, халкедонцы собрали своё имущество и вывезли в дружественную им Вифинию, отдав на хранение фракийцам. Тогда Алкивиад прибыл в Вифинию и стал требовать выдачи имущества халкедонцев, угрожая войной в случае отказа. Фракийцы отдали ему имущество халкедонцев и заключили с ним мирный договор. После этого Алкивиад приступил к осаде Халкедона. Он окружил город стеной от моря до моря. Попытка вылазки осаждённых во главе со спартанским гармостом (наместником) Гиппократом закончилась неудачей, а сам Гиппократ пал в бою. Затем Алкивиад отплыл в Геллеспонт для сбора податей и взял город Селимбрию. Тем временем стратеги, осаждавшие Халкедон, заключили с Фарнабазом соглашение, по которому последний обязался выплатить контрибуцию, Халкедон возвращался в состав Афинской державы, а афиняне обязались более не разорять Даскилею, сатрапию Фарнабаза. Когда вернулся Алкивиад, Фарнабаз уговорил и его дать клятву соблюдать заключённое в Халкедоне соглашение.